# 2018年至2019年斯诺克赛季
2018–2019斯诺克赛季是从2018年5月19日至2019年6月23日期间举办的一系列斯诺克比赛。其中包括27场世界斯诺克巡回赛（20场排名赛和7场邀请赛）、4场世界斯诺克元老巡回赛、9场世界女子斯诺克、10场挑战巡回赛和4场其他赛事。
罗尼·奥沙利文、尼尔·罗伯逊和贾德·特鲁姆普各自获得3个排名赛冠军，马克·艾伦、斯图亚特·宾汉姆和凯伦·威尔逊各获得2个。罗伯逊本赛季更是6次闯入排名赛决赛。
| 賽季信息          | 賽季信息      |
| ----------------- | ------------- |
| 開始時間          | 2018年5月19日 |
| 結束時間          | 2019年6月23日 |
| 總賽事            | 54場          |
| 排名賽事          | 20場          |
| 非排名賽事        | 7場           |
| 三大賽冠軍        |               |
| 英國錦標賽        | 罗尼·奥沙利文 |
| 大師賽            | 贾德·特鲁姆普 |
| 世界錦標賽        | 贾德·特鲁姆普 |
| ←2017–18 2019–20→ |               |

## 球员
本赛季共有128名球员获得职业资格，包括2018年世界斯诺克锦标赛后奖金排名前64位、2017–2018赛季刚获得两赛季职业资格的34名二年级新秀、以及以下的新秀球员组成。

### 新秀球员
以下球员获得2018–2019和2019–2020赛季两个赛季的职业资格。
| 国际比赛 1. 世界斯诺克联合会锦标赛（WSF）公开组冠军： 罗弘昊（中国） 2. 世界斯诺克联合会锦标赛（WSF）公开组亚军： 亚当·斯蒂凡诺夫（波兰） 3. IBSF世界U-21斯诺克锦标赛冠军： 范争一（中国） 4. 欧洲台球协会斯诺克锦标赛冠军： 哈维·钱德勒（英格兰） 5. 欧洲台球协会U-21斯诺克锦标赛冠军： 西蒙·利希滕贝格（德国） 6. 非洲台球协会斯诺克锦标赛冠军： 穆罕默德·易卜拉欣（埃及）（放弃） 2017—18单赛季前八 1. 埃利奥特·斯莱瑟（英格兰） 2. 田鹏飞（中国） 3. 约翰·阿斯特利（英格兰） 4. 奥利弗·莱恩斯（英格兰） 5. 李·沃克（威尔士） 6. 梅希文（中国） 7. 阿尔菲·伯顿（英格兰） 8. 张安达（中国） 欧洲台协资格巡回赛季后赛 1. 杰米·克拉克（威尔士） 2. 乔·奥康纳（英格兰） 中国职业斯诺克巡回赛 1. 张健康（中国） 2. 陈飞龙（中国） | 斯诺克Q School 第一场 1. 杰克·琼斯（威尔士） 2. 山姆·白尔德（英格兰） 3. 哈马德·米亚（英格兰） 4. 山姆·克雷吉（英格兰） 第二场 1. 乔丹·布朗（北爱尔兰） 2. 克雷格·斯泰德曼（英格兰） 3. 鲁宁（中国） 4. 赵心童（中国） 第三场 1. 涂振龙（马来西亚） 2. 基尚·希拉尼（威尔士） 3. 李俊威（中國香港） 4. 阿什利·卡尔蒂（英格兰） 特邀外卡 1. 詹姆斯·瓦塔纳（泰国） |

## 赛历
下面列出了本赛季世界斯诺克巡回赛、世界女子斯诺克巡回赛、世界元老斯诺克巡回赛、斯诺克挑战巡回赛（Q Tour）和其他赛事。

### 世界斯诺克巡回赛
| 开始     | 结束     | 赛事                    | 举办地                                           | 冠军                                                                        | 决赛比分 | 亚军                                                                              | 备注   |
| -------- | -------- | ----------------------- | ------------------------------------------------ | --------------------------------------------------------------------------- | -------- | --------------------------------------------------------------------------------- | ------ |
| 7月27日  | 7月29日  | 里加大师赛              | 拉脱维亚里加体育馆                               | 尼尔·罗伯逊（澳大利亚）                                                     | 5-2      | 杰克·利索夫斯基（英格兰）                                                         | [ 10 ] |
| 8月6日   | 8月12日  | 世界公开赛              | 中国江西省玉山县第一中學                         | 马克·威廉姆斯（威尔士）                                                     | 10-9     | 大卫·吉尔伯特（英格兰）                                                           | [ 11 ] |
| 8月22日  | 8月26日  | 保罗·亨特经典赛         | 德国菲尔特体育馆                                 | 凯伦·威尔逊（英格兰）                                                       | 4-2      | 彼得·艾伯顿（英格兰）                                                             | [ 12 ] |
| 9月3日   | 9月8日   | 六红球世界锦标赛†       | 泰国曼谷曼谷会展中心                             | 凯伦·威尔逊（英格兰）                                                       | 8-4      | 丁俊晖（中国）                                                                    | [ 13 ] |
| 9月10日  | 9月16日  | 2018年斯诺克上海大师赛† | 中国上海市富豪环球东亚酒店                       | 罗尼·奥沙利文（英格兰）                                                     | 11-9     | 巴里·霍金斯（英格兰）                                                             | [ 14 ] |
| 9月24日  | 9月30日  | 中国锦标赛              | 中国广州市天河体育中心                           | 马克·塞尔比（英格兰）                                                       | 10-9     | 约翰·希金斯（蘇格蘭）                                                             | [ 15 ] |
| 10月1日  | 10月7日  | 欧洲大师赛              | 比利时洛默尔De Soeverein                         | 吉米·罗伯逊（英格兰）                                                       | 9-6      | 乔·佩里（英格兰）                                                                 | [ 16 ] |
| 10月15日 | 10月21日 | 英格兰公开赛            | 英国克劳利K2休闲中心                             | 斯图亚特·宾汉姆（英格兰）                                                   | 9-7      | 马克·戴维斯 (斯诺克运动员)（英格兰）                                              | [ 17 ] |
| 10月24日 | 10月25日 | 澳门大师赛†             | 中国澳门JW万豪酒店                               | 巴里·霍金斯（英格兰） · 瑞恩·戴（威尔士） · 周跃龙（中国） · 赵心童（中国） | 5-1      | 马克·威廉姆斯（威尔士） · 傅家俊（中國香港） · 乔·佩里（英格兰） · 张安达（中国） |        |
| 10月25日 | 10月25日 | 澳门六红球大师赛†       | 中国澳门JW万豪酒店                               | 巴里·霍金斯（英格兰）                                                       | 3-2      | 马克·威廉姆斯（威尔士）                                                           |        |
| 10月28日 | 11月4日  | 国际锦标赛              | 中国大庆市百湖影视会展中心                       | 马克·艾伦（北爱尔兰）                                                       | 10-5     | 尼尔·罗伯逊（澳大利亚）                                                           | [ 18 ] |
| 11月5日  | 11月11日 | 斯诺克冠中冠†           | 英国考文垂理光运动场                             | 罗尼·奥沙利文（英格兰）                                                     | 10-9     | 凯伦·威尔逊（英格兰）                                                             | [ 19 ] |
| 11月12日 | 11月18日 | 北爱尔兰公开赛          | 北爱尔兰贝尔法斯特Waterfront Hall                | 贾德·特鲁姆普（英格兰）                                                     | 9-7      | 罗尼·奥沙利文（英格兰）                                                           | [ 20 ] |
| 11月27日 | 12月9日  | 英国锦标赛              | 英国约克瓮城                                     | 罗尼·奥沙利文（英格兰）                                                     | 10-6     | 马克·艾伦（北爱尔兰）                                                             | [ 21 ] |
| 12月10日 | 12月16日 | 苏格兰公开赛            | 英国格拉斯哥阿联酋航空体育馆                     | 马克·艾伦（北爱尔兰）                                                       | 9-7      | 肖恩·墨菲（英格兰）                                                               | [ 22 ] |
| 1月13日  | 1月20日  | 大师赛†                 | 英国伦敦亚历山德拉宫                             | 贾德·特鲁姆普（英格兰）                                                     | 10-4     | 罗尼·奥沙利文（英格兰）                                                           | [ 23 ] |
| 1月30日  | 2月3日   | 德国大师赛              | 德国柏林藤普杜音乐厅                             | 凯伦·威尔逊（英格兰）                                                       | 9-7      | 大卫·吉尔伯特（英格兰）                                                           | [ 24 ] |
| 2月4日   | 2月10日  | 世界大奖赛              | 英国切尔滕纳姆赛马场礼堂                         | 贾德·特鲁姆普（英格兰）                                                     | 10-6     | 阿里·卡特（英格兰）                                                               | [ 25 ] |
| 2月11日  | 2月17日  | 威尔士公开赛            | 英国加的夫国际竞技场                             | 尼尔·罗伯逊（澳大利亚）                                                     | 9-7      | 斯图亚特·宾汉姆（英格兰）                                                         | [ 26 ] |
| 2月21日  | 2月24日  | 单局限时赛              | 英国沃特福德体育馆                               | 塔猜亚·乌诺（泰国）                                                         | 1-0      | 迈克尔·霍尔特（英格兰）                                                           | [ 27 ] |
| 2月27日  | 3月3日   | 印度公开赛              | 印度戈奇Grand Hyatt Kochi Bolgatty               | 马修·塞尔特（英格兰）                                                       | 5-3      | 吕昊天（中国）                                                                    | [ 28 ] |
| 3月4日   | 3月10日  | 球员锦标赛              | 英国普雷斯顿Preston Guild Hall                   | 罗尼·奥沙利文（英格兰）                                                     | 10-4     | 尼尔·罗伯逊（澳大利亚）                                                           | [ 29 ] |
| 1月1日   | 3月14日  | 冠军联赛†               | 英国考文垂理光运动场和巴恩斯利巴恩斯利大都会巨蛋 | 马丁·古尔德（英格兰）                                                       | 3‍–‍1        | 杰克·利索夫斯基（英格兰）                                                         | [ 30 ] |
| 3月15日  | 3月17日  | 直布罗陀公开赛          | 直布罗陀百年纪念体育馆                           | 斯图亚特·宾汉姆（英格兰）                                                   | 4‍–‍1        | 瑞恩·戴（威尔士）                                                                 | [ 31 ] |
| 3月19日  | 3月24日  | 2019年斯诺克巡回锦标赛  | 英国兰迪德诺Venue Cymru                          | 罗尼·奥沙利文（英格兰）                                                     | 13-11    | 尼尔·罗伯逊（澳大利亚）                                                           | [ 32 ] |
| 4月1日   | 4月7日   | 中国公开赛              | 中国北京市国家奥林匹克体育中心体育馆             | 尼尔·罗伯逊（澳大利亚）                                                     | 11-4     | 杰克·利索夫斯基（英格兰）                                                         | [ 33 ] |
| 4月20日  | 5月6日   | 世界锦标赛              | 英国谢菲尔德克鲁斯堡剧院                         | 贾德·特鲁姆普（英格兰）                                                     | 18-9     | 约翰·希金斯（蘇格蘭）                                                             | [ 34 ] |

| 排名赛     |
| † 非排名赛 |

### 世界女子斯诺克
| 开始     | 结束     | 赛事                   | 举办地                      | 冠军                  | 决赛比分 | 亚军                    | 备注   |
| -------- | -------- | ---------------------- | --------------------------- | --------------------- | -------- | ----------------------- | ------ |
| 9月15日  | 9月16日  | 英国女子锦标赛         | 英国利兹北部斯诺克中心      | 吴安仪（中國香港）    | 4-1      | 丽贝卡·肯纳（英格兰）   | [ 35 ] |
| 10月5日  | 10月8日  | 欧洲女子大师赛         | 比利时下佩尔特              | 瑞安·埃文斯（英格兰） | 4‍–‍1        | 努查鲁·旺哈鲁泰（泰国） | [ 36 ] |
| 10月25日 | 10月25日 | 澳大利亚女子公开赛     | 澳大利亚悉尼                | 吴安仪（中國香港）    | 4‍–‍2        | 温家琦（中國香港）      | [ 37 ] |
| 11月24日 | 11月25日 | 艾登女子大师赛         | 英国Quedgeley西南斯诺克学院 | 瑞安·埃文斯（英格兰） | 4-0      | 丽贝卡·肯纳（英格兰）   | [ 38 ] |
| 2月1日   | 2月3日   | 比利时女子公开赛       | 比利时布鲁日Trickshot       | 瑞安·埃文斯（英格兰） | 4-1      | 吴安仪（中國香港）      | [ 39 ] |
| 4月13日  | 4月13日  | 十红球女子斯诺克世锦赛 | 英国利兹北部斯诺克中心      | 瑞安·埃文斯（英格兰） | 4-3      | 吴安仪（中國香港）      | [ 40 ] |
| 4月14日  | 4月14日  | 六红球女子斯诺克世锦赛 | 英国利兹北部斯诺克中心      | 瑞安·埃文斯（英格兰） | 4-1      | 努查鲁·旺哈鲁泰（泰国） | [ 41 ] |
| 6月17日  | 6月19日  | 女子斯诺克世界杯       | 泰国曼谷Hi-End斯诺克俱乐部  | 泰国A队               | 4-0      | 中国香港A队             | [ 42 ] |
| 6月20日  | 6月23日  | 世界女子斯诺克锦标赛   | 泰国曼谷Hi-End斯诺克俱乐部  | 瑞安·埃文斯（英格兰） | 6-3      | 努查鲁·旺哈鲁泰（泰国） | [ 43 ] |

### 世界元老巡回赛
| 开始     | 结束     | 赛事                 | 举办地                            | 冠军                | 决赛比分 | 亚军                    | 备注   |
| -------- | -------- | -------------------- | --------------------------------- | ------------------- | -------- | ----------------------- | ------ |
| 10月24日 | 10月25日 | 英国元老锦标赛       | 英国赫尔河畔金斯顿Bonus Arena     | 肯·达赫迪（爱尔兰） | 4-1      | 伊戈尔·菲格雷多（巴西） | [ 44 ] |
| 1月5日   | 1月6日   | 爱尔兰元老大师赛     | 爱尔兰基尔代尔郡基尔              | 吉米·怀特（英格兰） | 4-1      | 罗德尼·戈金斯（爱尔兰） | [ 45 ] |
| 3月3日   | 3月3日   | 六红球元老世界锦标赛 | 北爱尔兰贝尔法斯特Waterfront Hall | 吉米·怀特（英格兰） | 4-2      | 亚伦·卡纳万（泽西岛）   | [ 46 ] |
| 4月11日  | 4月11日  | 元老大师赛           | 英国谢菲尔德克鲁斯堡剧院          | 乔·约翰逊（英格兰） | 2-1      | 巴里·平奇斯（英格兰）   | [ 47 ] |

### 挑战巡回赛
| 开始     | 结束     | 赛事              | 举办地                               | 冠军                      | 决赛比分 | 亚军                    | 备注   |
| -------- | -------- | ----------------- | ------------------------------------ | ------------------------- | -------- | ----------------------- | ------ |
| 6月2日   | 6月3日   | Challenge Tour 1  | 英国特伦特河畔伯顿Meadowside休闲中心 | 布兰登·萨金特（英格兰）   | 3-1      | 卢克·西蒙斯（英格兰）   | [ 48 ] |
| 7月10日  | 7月11日  | Challenge Tour 2  | 英国普雷斯顿Preston Guild Hall       | 大卫·格雷斯（英格兰）     | 3-0      | 米切尔·曼（英格兰）     | [ 49 ] |
| 7月28日  | 7月28日  | Challenge Tour 3  | 拉脱维亚里加里加体育馆               | 巴里·平奇斯（英格兰）     | 3-2      | 杰克逊·佩奇（威尔士）   | [ 50 ] |
| 8月27日  | 8月28日  | Challenge Tour 4  | 德国菲尔特体育馆                     | 米切尔·曼（英格兰）       | 3-0      | 迪伦·埃默里（威尔士）   | [ 51 ] |
| 9月18日  | 9月19日  | Challenge Tour 5  | 英国德比郡Cueball Derby              | 大卫·利利（英格兰）       | 3-1      | 布兰登·萨金特（英格兰） | [ 52 ] |
| 10月4日  | 10月5日  | Challenge Tour 6  | 比利时洛默尔De Soeverein             | 大卫·格雷斯（英格兰）     | 3-0      | 本·汉考恩（英格兰）     | [ 53 ] |
| 10月13日 | 10日14日 | Challenge Tour 7  | 英国普雷斯顿Preston Guild Hall       | 乔尔·沃克（英格兰）       | 3-0      | 延森·肯德里克（英格兰） | [ 54 ] |
| 10月14日 | 10月25日 | Challenge Tour 8  | 匈牙利布达佩斯Snooker Terminál       | 西蒙·贝德福德（英格兰）   | 3-1      | 大卫·利利（英格兰）     | [ 55 ] |
| 1月26日  | 1月27日  | Challenge Tour 9  | 英国谢菲尔德星牌斯诺克学院           | 亚当·达菲（英格兰）       | 3-1      | 马修·格拉斯比（英格兰） | [ 56 ] |
| 5月6日   | 5月7日   | Challenge Tour 10 | 英国格洛斯特西南斯诺克学院           | 乔治·布拉格诺尔（英格兰） | 3-2      | 卡勒姆·劳埃德（威尔士） | [ 57 ] |

### 其他赛事
| 开始    | 结束    | 赛事             | 举办地                                   | 冠军                      | 决赛比分 | 亚军                      | 备注   |
| ------- | ------- | ---------------- | ---------------------------------------- | ------------------------- | -------- | ------------------------- | ------ |
| 5月10日 | 5月13日 | 维也纳公开赛     | 奥地利维也纳15 Reds Köö Wien斯诺克俱乐部 | 迈克尔·乔治乌（賽普勒斯） | 5-4      | 罗斯·缪尔（蘇格蘭）       | [ 58 ] |
| 7月12日 | 7月15日 | Golden Q杯       | 罗马尼亚巴亚马雷Golden Q斯诺克俱乐部     | 卢卡·布雷切尔（比利时）   | 5-1      | 迈克尔·乔治乌（賽普勒斯） | [ 59 ] |
| 7月28日 | 7月31日 | 斯诺克粉红缎带赛 | 英国格洛斯特西南斯诺克学院               | 安德鲁·诺曼（英格兰）     | 4‍–‍2        | 哈维·钱德勒（英格兰）     | [ 60 ] |
| 7月31日 | 8月4日  | 海宁公开赛       | 中国海宁市浙江大学国际校区               | 马克·塞尔比（英格兰）     | 5-4      | 李行（中国）              | [ 61 ] |